# كودي كليفر
كودي كليفر (بالهولندية: Cody Claver)‏ هو لاعب كرة قدم هولندي في مركز نصف الجناح، ولد في 2 نوفمبر 1996 في لاهاي في هولندا. لعب مع نادي كامبور.

## وصلات خارجية
- كودي كليفر على موقع قاعدة بيانات كرة القدم.إي يو (الإنجليزية)
- كودي كليفر على موقع Soccerway.com (الإنجليزية)